# Кулар, Джагджит Сингх
Джагджит Сингх Кулар (англ. Jagjeet Singh Kular, 16 апреля 1942, Момбаса, Британская Кения — 12 июня 2017, Торонто, Канада) — кенийский хоккеист (хоккей на траве), нападающий, канадский тренер и функционер. Участник летних Олимпийских игр 1984 года.

## Биография
Джагджит Сингх Кулар родился 16 апреля 1942 года в кенийском городе Момбаса.
Начал играть в хоккей на траве в начальной школе. Впоследствии учился в технической школе в Найроби, в 1964 году уехал в Индию для продолжения учёбы. До 1969 года играл за команду колледжа Лайяллпур Халса. В 1968 году был капитаном команды Пенджабского университета. Играл против сборной Индии за сборную остальной Индии.
В 1969 году вернулся в Кению, где продолжил учёбу в университете Найроби. В 1969—1973 годах играл за команду вуза и «Симба Юнион» из Найроби.
20 марта 1969 года дебютировал в составе сборной Кении в товарищеском матче против Индии в Амритсаре.
В 1972 году вошёл в состав сборной Кении по хоккею на траве на летних Олимпийских играх в Мюнхене, занявшей 13-е место. Играл на позиции нападающего, провёл 6 матчей, мячей не забивал.
Участвовал в чемпионатах мира 1971 и 1973 годов.
В 1973 году эмигрировал в Канаду, где стал тренером и функционером. Был техническим директором федераций хоккея на траве Квебека и Онтарио.
В 1992 году был менеджером сборной Канады во время турне по Италии и Испании.
Своими кумирами в хоккее на траве называл индийца Балбира Сингха и кенийца Хардева Сингха Кулара.
Умер 12 июня 2017 года в канадском городе Торонто.

## Семья
Родители Джагджита Сингха Кулара эмигрировали в Британскую Кению из Пенджаба в 1920-х годах. Отец Бачиттар Сингх и старшие братья Хардиал и Хардев играли в хоккей на траве за «Симба Юнион» из Найроби.